# Друга російсько-чеченська війна
Друга російсько-чеченська війна (чеч. ШолгІа оьрсийн-нохчийн тІом, рос. Вторая чеченская война) — військовий конфлікт між Російською Федерацією та Чеченською Республікою Ічкерією (з 2007 року — Кавказький емірат), що тривав переважно на території Чечні у період з 1999 по 2009 роки.

## Передумови
Після фактичної поразки Росії у першій російсько-чеченській війні (див. Хасав'юртівські угоди), численні російські політичні кола, особливо військові, висловлювали невдоволення результатами Хасав'юртівських угод, вважаючи, що «чеченську проблему» не вирішено, а тільки відкладено. Висловлювалися небезпідставні побоювання, що приклад Чечні наслідують і інші національні автономії та народи, які були історично приєднані до Росії силоміць. Водночас незалежність молодої незалежної держави Ічкерія не отримала міжнародної підтримки у вигляді визнання її суверенітету провідними світовими державами та ООН.
З другого боку, на більш широкому тлі політичних та економічних процесів в Росії, «силовий блок» московського чиновництва не влаштовувала ситуація, коли основні економічні важелі капіталістичної приватизації в Росії були зосереджені в руках «сім'ї Єльцина» та бізнес-магнатів («олігархів»), що суперничали з нею.
З третього боку не була знята загроза реставрації влади комуністів (КПРФ) і ліквідація всіх наслідків приватизації. В кремлівських колах зріла змова проти влади власного ставленика силових відомств та ФСБ. Була конче потрібна «невелика та переможна війна», яка б привела Росію де-факто до стану військової диктатури, загальмували демократичні процеси ротації влади, гарантувала збереження підсумків первинної приватизації в Росії для сім'ї Єльцина та центрального московського чиновництва. На цю роль були випробувані колишні високопосадові чекісти Євген Примаков, Сергій Степашин, міністр МВС Володимир Рушайло та надійшла черга Путіна. На відміну від попередніх кандидатур Путін був найбільш компромісною фігурою, який гарантував недоторканість Єльцина від майбутнього судового переслідування та був згодний на воєнні авантюри.
У період 1996—1999 років Чечня була фактично незалежна від Росії. Проте в країні наростали економічні та політичні негаразди, пов'язані з наслідками війни та післявоєнної кризи. В Чечні сталося кілька гучних викрадень — іноземних та російських діячів з вимогами викупу. Особливо резонансним було викрадення та замордування чотирьох співробітників британської фірми «Грейнджер телеком». Також діяло багато непідконтрольних уряду воєнізованих формувань. Одне з них під командування Шаміля Басаєва в серпні 1999 розпочало бойові дії на території Дагестану. Виступ придушили і російське командування, використавши це, як привід для вторгнення, остаточно вирішило розпочати другу військову кампанію проти Ічкерії, яка була не менш кривавою ніж перша. Ще одним приводом поновлення війни стала низка терористичних актів, коли в результаті чотирьох вибухів у Буйнакську 4 вересня, у Москві 9 та 13 вересня, і у Волгодонську 16 вересня 1999 року загинуло 307 осіб, понад 1700 дістали поранення різного ступеня тяжкості. Влада поклала відповідальність за них на північно-кавказькі терористичні групи, хоча незалежні дослідники доводили, що за організацією терактів стояла Федеральна служба безпеки РФ.

## Фази конфлікту

### Регулярна війна (вересень 1999— лютий 2000)
18 вересня кордони Чечні було повністю блоковано російськими військами. З 20 вересня російська авіація розпочала бомбардування території Чечні, зокрема, за один день 24 вересня було здійснено 70 вильотів. 23 вересня президент Росії Борис Єльцин підписав секретний указ № 1255с «Про заходи щодо підвищення ефективності контртерористичних операцій на території Північно-Кавказького регіону Російської Федерації» (розсекречений у 2001 році). Указ передбачав створення Об'єднаного угруповання військ на Північному Кавказі для вторгнення в Ічкерію. Наземна військова операція в Чечні розпочалася 30 вересня 1999 року.
На початку кампанії російське керівництво всіляко давало зрозуміти, що засвоїло уроки Першої війни. Головним чином це стосувалося інформаційного супроводження війни і тактики її ведення. Російських військ було більше, серед них було більше досвідчених частин, і вони намагалися уникати втрат серед особового складу. Для цього перед введенням до бою піхоти проводилася тривала артпідготовка та повітряні бомбардування. Це уповільнювало темпи операції, але поспішати росіянам не було потреби. Повільно просуваючись вглиб території Чечні, спочатку вони намагалися встановити контроль над північною її частиною (до річки Терек) і утворити таким чином буферну зону. Однак пізніше, в другій половині жовтня, російські війська перейшли річку Терек і почали підготовку до штурму Грозного. Збройні сили Ічкерії відступили до столиці та в гори. На цих рубежах вони сподівалися організувати серйозну відсіч ворогові. За листопад-грудень росіянами було захоплено Гудермес, Ачхой-Мартан, Аргун, Урус-Мартан, Ханкалу, Шалі.
Операція по захопленню чеченської столиці розпочалася почалася 26 грудня і тривала до 6 лютого 2000 року. Вона тривала близько трьох місяців та коштувала російським військам серйозних втрат. Джерела суттєво розходяться щодо точної кількості, але в середньому щоденні втрати можна оцінити приблизно в 40-50 солдат. Тривалі обстріли майже зрівняли Грозний із землею. Врешті, столицю було взято, частина чеченських загонів залишила місто, інші загинули.
Після чеченського контрнаступу на Шалі та Аргун на початку 2000 року було оголошено про припинення наступу військ РФ. Після зайняття ними цих міст бої продовжилися. За січень-лютий 2000 року війська РФ захопили Ножай-Юрт, Ведено, Сержень-Юрт, Аргунську ущелину, Ітум-Кале і Шатой.
Наприкінці лютого блоковані в Аргунській ущелині повстанці спробували вирватися з оточення федеральних військ двома великими групами. Перша група на чолі з Басаєвим та Хаттабом натрапила на позиції 6-ї роти 104-полку ПДВ на висоті 776, де відбувся великий бій. 6-а рота була розромлена, 84 із 90 російських десантників загинули за одну ніч.
Друга група на чолі з Гелаєвим 5 березня зайшла в село Комсомольське. У боях за Комсомольське російське командування ціною величезних втрат повернуло контроль над селом за два тижні. Гелаєв зміг вирватися з оточення.

### Партизанська війна (з березня 2000)
З весни 2000 року центр опору російським військам перемістився в гори, де розгорнулись активні партизанські дії.
20 квітня 2000 року заступник начальника Генштабу Росії Валерій Манілов заявив, що широкомасшабна військова кампанія в Чечні закінчена. 23 січня 2001 Путін вирішив частково вивести війська з республіки. Однак в Чечні і в сусідніх регіонах усе одно було неспокійно.
Окрім застосування війської сили, Кремль зробив ставку на переманювання на свій бік відомих чеченців. Після того, як президента Ічкерії Аслана Масхадова усунули від влади, на чолі промосковської адміністрації став колишній головний муфтій Ічкерії Ахмат Кадиров. Проти повстанців воювали як російські підрозділи, так і прокремлівські чеченські формування — кадирівці, а також спецбатальйони «Схід» і «Захід» під командуванням Суліма Ямадаєва і Саїд-Магомеда Какієва.
Чеченські повстанці провели кілька масштабних рейдів, включаючи напад на друге за величиною місто Чечні Гудермес у вересні 2001 року і атаку загону Гелаєва на Інгушетію в вересні 2002 року. Наприкінці 2003 року спроба Руслана Гелаєва потрапити в Панкіську ущелину (Грузія) через територію Дагестану призвела до двомісячного збройного протистояння із застосуванням важкої техніки і авіації. Більшість повстанців та сам Гелаєв загинули.
Одною з найкращих диверсійних операцій чеченських повстанців був рейд на Назрань у червні 2004 року, коли цілі операції були досягнуті з мінімальними втратами.
Найбільшими терактами цього періоду стали захоплення театрального центру на Дубровці в Москві (жовтень 2002) і школи в Беслані в Північній Осетії (1-3 вересня 2004). В результаті теракту в Грозному 9 травня 2004 року загинув промосковський президент Чечні Ахмат Кадиров.
У березні 2005 року в ході спецоперації ФСБ в селі Толстой-Юрт загинув президент Ічкерії Аслан Масхадов. У червні 2006 року в Аргуні був знищений його наступник Абдул-Халім Садулаєв. Наступний лідер чеченського спротиву Доку Умаров оголосив в жовтні 2007 року про скасування Ічкерії та створення Імарату Кавказ.
За оцінками правозахисної організації Amnesty International, Друга російсько-чеченська війна супроводжувалася систематичними порушеннями прав людини, включно з позасудовими стратами і тортурами, які здійснювалися як співробітниками силових структур, так і чеченськими повстанцями. Велика частина злочинів залишається безкарними, хоча в окремих випадках постраждалим вдалося отримати компенсацію від російського уряду за рішеннями Європейського суду.
В ході найактивнішої фази Другої чеченської війни, в 1999—2002 роках загинули 4572 і були поранені 15549 військових російської армії. Втрати МВС РФ у 1999—2003 — 1055 осіб. МВС Чечні втратило на 2006 р. 835 службовців. У 1999—2002 рр. в Чечні загинуло 202 співробітника ФСБ. Загальні втрати силовиків РФ понад 6000 осіб. Втрати серед мирного чеченського населення оцінюються в 10 000-20 000 жителів, 5 000 зникли без вісти.

## Командування

#### Командувачі об'єднанного угруповування військ з проведення контертерористичних операцій
- Віктор Казанцев (вересень 1999 — лютий 2000)
- Геннадій Трошев (в.о. лютий — березень 2000, командувач квітень — червень 2000)
- Олександр Баранов  (в.о березень 2000)
- Валерій Баранов  (в. о. липень — вересень 2000, командувач вересень 2000 — жовтень 2001, вересень 2003 — травень 2004)
- Володимир Молтенський (в. о. травень — серпень 2001, командувач жовтень 2001 — вересень 2002)
- Сергій Макаров (в. о. липень — серпнеь 2002, командувач жовтень 2002 — вересень 2003)
- Михайло Паньков (в. о. травень 2004)
- В'ячеслав Дадонов (в. о. червеень 2004 — липень 2005)
- Євген Лазебін (липень 2005 — червень 2006)
- Євген Баряєв (червнет — грудень 2006)
- Яків Недобитко (грудень 2006 — січень 2008)
- Микола Сивак  (січень 2008 — серпень 2011)

### Загиблі війські начальники
- Михайло Малофєєв (25 травня 1956 — 17 січня 2000), генерал-майор, загинув від диверсійної атаки під час операції в Грозному.
- Михайло Рудченко (1 липня 1945 — 27 січня 2002), генерал-лейтенант міліції, загинув під час падіння вертольота МІ-8 збитого чеченськими військовими з ПЗРК Ігла.
- Микола Гаридов (1946—2002), генерал-лейтенант міліції, загинув під час падіння вертольота МІ-8 збитого чеченськими військовими з ПЗРК Ігла.
- Ігор Шифрин (16 грудня 1952 — 15 листопада 2002 года), генерал-лейтенант, загинув під поранень під обстрілу автомобіля зі засідки.
- Павло Варфоломєєв  (8 липня 1949 года — 17 вересень 2001 года), генерал-майор, загинув під падіння військового вертольоту Мі-8, збитого збройними сили Чеченської Республіки.
- Гайдар Гаджиєв (5 серпня 1954, Харахи — 1 грудня 2001), генерал-майор, загинув під смертельних поранень в результаті самопідриву 17-річної смертниці Айзи Газуєвої.
- Ахмат Кадиров (23 серпня 1951 — 9 травня 2004), самопроголошений президент Чеченської Республіки. Загинув в результаті детонації вибухового пристроя під час святкувань 9 травня на стадіоні «Динамо» у Грозному.

## Терор проти цивільного населення
Бойові дії та зачистки населених пунктів супроводжувались жертвами серед цивільного населення.. Російські війська та підрозділи Міністерства внутрішніх справ РФ грабували мирне населення, займалися здирництвом, палили будинки.
- 7 жовтня 1999 року в результаті бомбардування російською авіацією села Елістанжи було вбито 38 людей. Десятки було поранено[11].
- 8 жовтня 1999 р.  — масове вбивство в станиці Мекенська: 43-річний ваххабіт Ахмед Ібрагімов, який був місцевим жителем, розстріляв 34 російських жителів станиці, в тому числі 3 дітей, а також 1 турка-месхетинця. Причиною вбивства стала відмова одного з жителів рити окопи. Через 2 дні після масового вбивства місцеві старійшини видали Ібрагімова родичам загиблих. На станичному сході Ібрагімова забили до смерті палицями і ломами. Місцевий мулла заборонив ховати вбивцю.
- 21 жовтня 1999 р. було завдано удару ракетою «земля — повітря» по ринку в Грозному в якому загинуло 118 осіб, 400 було поранено . [Архівовано 11 грудня 2021 у Wayback Machine.][11].
- 11 грудня 1999 р. мешканцям Грозного було оголошено ультиматум протягом 11 годин залишити місто. В інакшому випадку вони будуть вважатися терористами і будуть знищені. Під тиском міжнародної спільноти ультиматум було скасовано[12].
- 4 — 7 лютого 2000 р. російські війська піддали обстрілам та бомбардуванням авіаційними бомбами з використанням фугасів село Катир — Юрт в результаті якого загинуло 167 людей[11].
- Лютий 2000 р. — журналіст газети «Ізвєстія» Олег Блоцький зняв на плівку відрізані російськими солдатами вуха та масове поховання скручених дротами тіл (офіційно було оголошено, що це тіла загиблих чеченських бойовиків)[13].
- 5 лютого 2000 р. під час зачистки бійцями ОМОНу ГУВС Санкт-Петербурга і Ленінградської області і ОМОНу УВС по Рязанській області в селищі Нові Алди було вбито 56 людей з цивільного населення (за даними Human Rights Watch — 60 осіб). Того ж дня в селищі Чєрнорєчьє було вбито як мінімум 5 його мешканців, а на вулиці Подольській в Заводському районі Грозного було вбито родину Естамірових, серед яких однорічна дитина та жінка на дев'ятому місяці вагітності. На вулиці Кірова в Жовтневому районі Грозного було затримано четверо чоловіків, які надалі безслідно зникли[14].
- 27 березня 2000 р. полковник російської армії Юрій Буданов викрав, зґвалтував і вбив 18 — річну мешканку селища Тангі — Чу Ельзу Кунгаєву.
- 2 — 3 червня 2000 р. під час зачистки у станиці Сірноводська двоє мешканців зникли безвісти після затримання федералами. За свідченнями мешканців солдати вимагали в них гроші щоб їх чи їхніх родичів не затримували, грабували будинки[15].
- 19 — 24 червня 2000 р. під час зачистки (ліквідація польового командира Арбі Бараєва) в селі Алхан-Кала федеральними силами було затримано десятки чоловіків з яких щонайменше 9 були вбиті (3 були знайдені в колодязі) і 2 пропали безвісти. Працівниками Г'юман Райтс Вотч було виявлено 4 безіменні могили в яких знаходилось 20 тіл, з яких 6 — належали вбитим місцевим жителям, 6 — загиблим у сутичці в селі 21 червня, 2 — можливим бійцям загону Арбі Бараєва. Інші 6 — ідентифікувати не вдалося[15].

Також грабунки майна, катування чоловіків та здирництво застосовувались під час зачисток станиці Асиновська 3 — 4 липня 2001 р., сіл Майртуп 9 липня 2001 р., Цоцин - Юрт 15 червня 2001 р., Курчалой 16 червня 2001 р., селища Чєрнорєчьє 28 — 29 червня 2001 р.
- В селі Старі Атаги у січні 2002 р. пропали безвісти під час зачистки 10 чоловіків. В тому ж селі було виявлено спалені останки 9 людей. Ще три невпізнаних трупи були знайдені 9 березня 2000 р. в згорілій машині, що до того була конфіскована в місцевій майстерні[16].

З утвердженням адміністрації Рамзана Кадирова правоохоронними органами Чеченської Республіки широко застосовувалась практика спалення будинків сім'ям чеченських бойовиків.

## Фільтраційні табори
З метою виявлення чеченських бойовиків та співчуваючих ним в Чеченській республіці та поза її межами було створено мережу фільтраційних таборів. До них відправляли всіх хто був запідозрений у приналежності до чеченських загонів, знайомстві з бойовиками чи належності до однієї сім'ї з ними (до табору могли відправити за наявності одного прізвища з польовим командиром тощо). За свідченням президента Асоціації психіатрів Чечні Муси Дальсаєва у фільтраційних таборах мало місце систематичне знущання з ув'язнених
особливо коли наглядачі п'яні, коли штат працівників правоохоронних органів п'є, то це стає жахливим. Вони вигадують найвитонченіші катування, які собі неможливо уявити. Людський розум це навіть не може сприйняти. Їх б'ють, підвішують, пропускають крізь людей електричний струм… 
Ще однією рисою фільтраційних таборів стала відсутність документів про людину у таборі перебування, що означало автоматичну ймовірність повторного потрапляння.
Станом на 23 грудня 2001 року в Чечні діяли понад 800 фільтраційних таборів та фільтраційних пунктів.
Найбільш відомі фільтраційні табори:
- Слідчий ізолятор в Кади — Юрті;
- Тимчасовий ізолятор в Урус- Мартані ;
- Птахофабрика та кафе «Чекер» в Чири-Юрті;
- Склад фруктів в с. Толстой — Юрт — в ньому опинився лікар Умар Ханбієв з Грозного разом з персоналом лікарні та 75 пораненими. Від побоїв 6 ув'язнених померли. Коли Ханбієв висловив своє обурення одному з офіцерів, той відповів: «Ти можеш бути лікарем, ти можеш бути самим Богом, але це нічого не змінює. Ти чеченець, і ми можемо вбити тебе»[18].
- «Титанік» — табір між селами Алерой та Центорой, місце де багато ув'язнених зникли безвісти.
- База в Ханкалі — там ув'язнених тримали в зінданах.

За межами Чечні:
- Тюремна лікарня та СІЗО в П'ятигорську (Ставропольський край)
- Табір у Моздоку (Північна Осетія) — серед ув'язнених ходили чутки, що після отриманих там каліцтв чоловік «не може більше ні одружуватись, ні мати дітей[19]»

### Табір смерті Чернокозово
Найбільш відомим фільтраційним табором став слідчий ізолятор в селі Чернокозово Наурського району Чечні. Він був створений у 1999 році, на базі закритої в 1994 р., виправної колонії суворого режиму.
В даному таборі проводились систематичні порушення прав людини: катування, побиття, зґвалтування, вбивства. Працівниками СІЗО були козаки-контрактники з Ростова, Волгограда та Владикавказа. За свідченням одного з колишніх ув'язнених, наглядачі 
працюють в три зміни, завжди в масках і заробляють 1000—1200 рублів щоденно. Вони викликають своїх жертв по черзі. Крики нещасних можуть розбудити мертвого. Протягом всього дня в'язні мають стояти з піднятими руками. Виключаючи лише тих, хто втратив свідомість.
Також працівники табору розважалися тим, що перед перекличкою пускали в камери сльозогінний газ. Від чого у багатьох, особливо у людей похилого віку, горлом йшла кров.
Працівниками ізолятора було налагоджено отримання викупу від родичів ув'язнених. Якщо ж протягом відведеного часу викуп не було зібрано затримані або зникали безвісти, або переводилися в іншу в'язницю на території всієї Російської Федерації.
В січні — лютому 2000 р. в СІЗО перебував заарештований кореспондент Радіо Свобода Андрій Бабицький.
У 2005 році слідчий ізолятор в Чернокозово було реорганізовано у виправну колонію загального режиму з дільницею суворого-режиму та колонією поселенням. Проте повідомлення про катування ув'язнених надходили і після реорганізації.

## Безкарність
Російське політичне керівництво, перш за все Володимир Путін, основою передвиборчої кампанії якого стала «контртерористична операція» в Чечні, виправдовувало дії військових, як виконавців злочинів, так і керівників угрупування.
Військова прокуратура Північно-Кавказького округу в лютому — березні 2000 року почала перевірку інформації про масове вбивство в селищах Нові Алди, Чєрнорєчьє та Заводському районі Грозного. 3 березня прокуратурою було винесено постанову про відмову в відкритті кримінальної справи. Після розголосу інформації в російських та європейських ЗМІ військова прокуратура Грозного відкрила кримінальну справу за фактом «вбивства 20 мешканців селища Алди». Проте 14 червня 2000 р. прокурор Чечні В. П. Кравченко на зустрічі зі співробітниками правозахисного центру «Меморіал» в Знамєнскому заявив: «Хто були вбивці — військовослужбовці, співробітники МВС чи бандити — поки не встановлено. Складаються фотороботи вбивць.»
Так само було припинено розслідування кримінальної справи про загибель мешканців села Катир-Юрт внаслідок бомбардування.
За інформацією ПЦ «Меморіал» та Міжнародної Гельсінської федерації, станом на листопад 2006 р. лише деякі кримінальні справи про військові злочини в Чечні доходили до суду і переважна більшість обвинувачених зрештою були виправдані, амністовані чи отримали мінімальні або умовні вироки. Щодо катувань, то на листопад 2006 року Human Rights Watch було відомо лише про один випадок, коли посадова особа була засуджена за насильство над ув'язненим.

## Реакція міжнародної спільноти
Парламентська асамблея Ради Європи прийняла у 1999—2000 рр. дві рекомендації, в яких визнавала право Російської Федерації на територіальну цілісність та встановлення правопорядку в Чеченській Республіці, однак виявила стурбованість повідомленнями про загибель цивільного населення та порушення прав людини. 25 січня 2000 ПАРЄ позбавила права голосу російську делегацію, але через рік її права були повністю відновлені.

В червні 2001 р. за домовленостями між президентами США та Російської Федерації до Чечні були направлені міжнародні спостерігачі ОБСЄ. Група з 6 осіб мала сприяти дотриманню прав людини, надходженню в регіон гуманітарної допомоги та мирному врегулюванню кризи. Російські посадовці неодноразово заявляли, що група має припинити існування. 31 грудня 2002 р. робота групи була згорнута в зв'язку з непродовженням мандату дій. 
«Закриття місії ОБСЄ — це частина загальної стратегії Росії, що намагається зобразити події в Чечні як процес нормалізації і припинити спостереження за становищем з правами людини в цьому регіоні, — відзначила Елізабет Андерсен, виконавчий директор відділу Європи та Центральної Азії організації Г'юман Райтс Вотч. — Спочатку уряд оголосив про закриття таборів, в яких були розміщені люди, що втекли від конфлікту, зараз він випроваджує ОБСЄ. Між тим ситуація, на жаль, й надалі далека від нормальної.» 
В середині 2000-х років Європейський Суд з прав людини виніс майже 200 рішень на користь жителів Чечні у їхніх позовах проти Російської Федерації, стосовно військових злочинів.

## Ситуація після війни
16 квітня 2009 року на території Чеченської республіки скасовано режим контртерористичної операції (КТО), що діяв з вересня 1999, виведено 20 тис. військовослужбовців внутрішніх військ, знято обмеження на в'їзд-виїзд, переміщення й паспортно-візовий режим. Жителям Чечні, як і інших регіонів РФ, дозволено переміщатися країною.
Однак, збройна національно-визвольна боротьба проти федеральної влади після скасування КТО не завершилася. Бойові зіткнення тривали і відбувалися не тільки в Чечні, але й в Інгушетії, Дагестані, Кабардино-Балкарії, рідше — в Карачаєво-Черкесії, Північній Осетії, Ставропольському краю. На окремих територіях неодноразово вводився режим антитерористичної операції. До участі в АТО притягувалася артилерія й авіація. На початку 2010-х було здійснено серію резонансних терактів, включно з вибухами у метро Москви.
У 2011 році набирає обертів громадянська війна в Сирії. У Росії йде підготовка до Олімпіади в Сочі, що супроводжується репресіями проти місцевих опозиційних організацій та радикальних релігійних груп. Членам північнокавказького підпілля і просто незгодним з політикою місцевих керівників дають негласне зелене світло на виїзд із країни. Більшість їде "на джихад" у Сирію. За період із 2013-го по літо 2015 р. тільки з Чечні в Сирію виїхало 405 осіб. Виїжджав найбільш досвідчений і боєздатний контингент, про що свідчать подальші успіхи північнокавказьких бійців і командирів у лавах сирійської антиурядової опозиції.
Ослаблене виїздом бійців північнокавказьке підпілля зіштовхується з новими викликами. У вересні 2013 р. внаслідок операції російських спецслужб гине засновник Емірату Кавказ Доку Умаров. Його останки лише через чотири роки знайдуть в Інгушетії. Новим еміром стає Алі Абу Мухаммед (Аліасхаб Кебеков).
Наприкінці грудня 2014 року лідер Вілаяту Дагестан (дагестанського осередку Емірату Кавказ) Рустам Асельдеров приніс клятву у вірності лідеру Ісламської держави Абу Бакру аль-Багдаді, через що настав розкол у підпіллі.
19 квітня 2015 р. лідер "Емірату Кавказ" Кебеков загинув внаслідок спецоперації силовиків в Буйнакську. Його місце зайняв Абу Усман Гімринський (Мухаммад Сулейманов), який, як і Кебеков, представляв дагестанське крило організації. Але вже через два з половиною місяці Сулейманов загинув, а "емірат" залишився без керівника. Із приходом ІД на Північний Кавказ активність "Емірата Кавказ" вщухла. За даними Глобальної бази тероризму, останній зафіксований теракт ЕК було скоєно в жовтні 2016 р. у Кабардино-Балкарії. Даних за 2017 р. немає. Можна припустити, що після розколів та загибелі керівництва ЕК так і не зумів відновитися.
У грудні 2017 року голова ФСБ Олександр Бортников заявив про остаточну ліквідацію збройного підпілля на Північному Кавказі. Проте й далі на Кавказі тривали пошуки окремих груп і осіб, котрі намагалися вижити за вкрай несприятливих обставин. Поступово їх виловлювали або знищували спецслужби. У січні 2021 був знищений останній відомий польовий командир епохи Чеченських війн — Аслан Бутюкаєв. Разом з ним загинули ще 5 повстанців.

## Зображення в мистецтві та масовій культурі
Події війни є центральним сюжетом французької драми «Пошук» (2014).